# Terrifier 2
|  | Denne artikel er oprettet af botten Steenthbot ud fra en ekstern database. Den kan derfor have sproglige fejl eller mangler. Denne skabelon kan fjernes efter kontrol af indholdet. |

Terrifier 2 er en amerikansk spillefilm fra 2022 instrueret af Damien Leone.

## Handling
Gyseren handler om den mere end voldsparate klovn, Art the Clown, der jager teenagepigen, Sienna og hendes lillebror, Jonathan på Halloween-aften – undervejs krydser adskillige uheldige den blodtørstige Arts vej, og de må naturligvis lade livet på makaber og bizar vis, så jagten på Sienna og Jonathan kan fortsætte.